# Scopula nigropulverata
Scopula nigropulverata är en fjärilsart som beskrevs av Diószeghy 1935. Scopula nigropulverata ingår i släktet Scopula och familjen mätare. Inga underarter finns listade.